# Gilberto Todini
Gilberto Todini (Monte Giberto, 1701 – Fermo, 1798 (presunto)) è stato un pittore italiano del XVIII secolo, conosciuto anche con il nome di Giberti da Montegiberto.
Fu allievo del pittore Francesco Trevisani, fu attivo a Fermo e nelle Marche, ebbe una carriera lunghissima. La sua data di morte non è esattamente conosciuta, si suppone sia morto nel 1798 o l'anno successivo. Alcune sue tele sono presenti nella Chiesa di San Domenico a Teramo, tra cui la settecentesca Cappella del Santissimo Rosario, affrescata dallo stesso.